# Absolut (parfumerie)
Absolutul este un ulei esențial pur obținut prin extracția dublă cu solvent din flori în fabricarea parfumurilor. Se obține de obicei prin extracția dublă cu solvent (etanol) dintr-un concret sau dintr-un rezinoid la temperatura camerei.